# Saropogon limbinevris
Saropogon limbinevris är en tvåvingeart som först beskrevs av Macquart 1855.  Saropogon limbinevris ingår i släktet Saropogon och familjen rovflugor. Inga underarter finns listade i Catalogue of Life.